# Нептунат(VI) дибария-стронция
Нептунат(VI) дибария-стронция — неорганическое соединение,
комплексный оксид нептуния, стронция и бария
с формулой Ba2SrNpO6,
кристаллы.

## Физические свойства
Нептунат(VI) дибария-стронция образует кристаллы
кубической сингонии,

параметры ячейки a = 0,8799 нм, Z = 4.
По другим данным образуются кристаллы
ромбической сингонии,

параметры ячейки a = 0,6221 нм, b = 0,6215 нм, c = 0,8863 нм, Z = 2
.